# Südostasienspiele 2021/Leichtathletik
Bei den Südostasienspielen 2021 in Hanoi wurden in der  Leichtathletik im Mỹ-Đình-Nationalstadion vom 14. bis 19. Mai 2022 48 Wettbewerbe ausgetragen.

## Medaillenspiegel
| Platz  | Land        | Gold | Silber | Bronze | Gesamt |
| ------ | ----------- | ---- | ------ | ------ | ------ |
| 01     | Vietnam     | 22   | 15     | 8      | 45     |
| 02     | Thailand    | 12   | 11     | 8      | 31     |
| 03     | Philippinen | 5    | 7      | 14     | 26     |
| 04     | Malaysia    | 5    | 3      | 8      | 16     |
| 05     | Indonesien  | 2    | 5      | 4      | 11     |
| 06     | Singapur    | 1    | 3      | 7      | 11     |
| 07     | Osttimor    | —    | 3      | 1      | 4      |
| 08     | Myanmar     | —    | 1      | —      | 1      |
| Gesamt | Gesamt      | 47   | 47     | 49     | 143    |

## Männer

### 100 m
| Platz | Athlet                  | Land | Zeit (s) |
| ----- | ----------------------- | ---- | -------- |
| 1     | Puripol Boonson         | THA  | 10,44    |
| 2     | Soraoat Dapbang         | THA  | 10,56    |
| 3     | Marc Brian Louis        | SGP  | 10,56    |
| 4     | Lalu Muhammad Zohri     | INA  | 10,59 SB |
| 5     | Ngần Ngọc Nghĩa         | VIE  | 10,64    |
| 6     | Muhammad Arsyad Md Saat | MAS  | 10,69    |
| 7     | Trịnh Tự Việt           | VIE  | 10,77    |
| 8     | Anfernee Lopena         | PHI  | 10,90    |

Wind: −3,0 m/s
Finale: 18. Mai

### 200 m
| Platz | Athlet                  | Land | Zeit (s)    |
| ----- | ----------------------- | ---- | ----------- |
| 1     | Puripol Boonson         | THA  | 20,37 GR NR |
| 2     | Ngần Ngọc Nghĩa         | VIE  | 20,74 NR    |
| 3     | Chayut Khongprasit      | THA  | 20,77 SB    |
| 4     | Muhammad Arsyad Md Saat | MAS  | 20,95 PB    |
| 5     | Reuben Rainer Lee       | SGP  | 21,07 PB    |
| 6     | Jonathan Nyepa          | MAS  | 21,24 SB    |
| 7     | Nguyễn Văn Chào         | VIE  | 21,46 PB    |
| 8     | Eko Rimbawan            | INA  | 21,76 SB    |

Wind: 0,0 m/s
Finale: 14. Mai

### 400 m
| Platz | Athlet               | Land | Zeit (s) |
| ----- | -------------------- | ---- | -------- |
| 1     | Joshua Atkinson      | THA  | 46,44 PB |
| 2     | Tan Zong Yan         | SGP  | 47,46 SB |
| 3     | Frederick Ramirez    | PHI  | 47,54    |
| 4     | Trần Nhật Hoàng      | VIE  | 47,65 SB |
| 5     | Michael del Prado    | PHI  | 47,70 SB |
| 6     | Thiruben Thana Rajan | SGP  | 48,22 SB |
| 7     | Chantivea Yatpitou   | CAM  | 50,01 PB |
|       | Lê Ngọc Phúc         | VIE  | DSQ      |

Finale: 15. Mai
Dem ursprünglich zweitplatzierten Vietnamesen Lê Ngọc Phúc wurde die Silbermedaille nachträglich wegen eines Dopingverstoßes aberkannt.

### 800 m
| Platz | Athlet           | Land | Zeit (min) |
| ----- | ---------------- | ---- | ---------- |
| 1     | Joshua Atkinson  | THA  | 1:55,75    |
| 2     | Jirayu Pleenaram | THA  | 1:55,77    |
| 3     | Trần Văn Đồng    | VIE  | 1:56,50    |
| 4     | Avinesh Austin   | MAS  | 1:56,97    |
| 5     | Edwin Giron      | PHI  | 1:58,02    |
| 6     | Chhun Bunthorn   | CAM  | 1:59,14    |
| 7     | Manuel Ataide    | TLS  | 2:00,85    |
| 8     | Sophut Phat      | CAM  | 2:01,19    |

16. Mai

### 1500 m
| Platz | Athlet                | Land | Zeit (min) |
| ----- | --------------------- | ---- | ---------- |
| 1     | Lương Đức Phước       | VIE  | 3:54,37 PB |
| 2     | Trần Văn Đồng         | VIE  | 3:55,66    |
| 3     | Alfrence Braza        | PHI  | 3:56,35 PB |
| 4     | Mohd Amirul Arif Azri | MAS  | 3:56,82 PB |
| 5     | Mariano Masano        | PHI  | 3:57,18    |
| 6     | Felisberto de Deus    | TLS  | 3:59,51    |

14. Mai

### 5000 m
| Platz | Athlet             | Land | Zeit (min)  |
| ----- | ------------------ | ---- | ----------- |
| 1     | Nguyễn Văn Lai     | VIE  | 16:34,10    |
| 2     | Felisberto de Deus | TLS  | 16:35,75    |
| 3     | Sonny Wagdos       | PHI  | 16:35,89    |
| 4     | Alfrence Braza     | PHI  | 16:35,95 PB |
| 5     | Nguyễn Quốc Anh    | VIE  | 16:38,44    |

15. Mai

### 10.000 m
| Platz | Athlet             | Land | Zeit (min) |
| ----- | ------------------ | ---- | ---------- |
| 1     | Nguyễn Văn Lai     | VIE  | 32:17,34   |
| 2     | Felisberto de Deus | TLS  | 32:23,91   |
| 3     | Lê Văn Thao        | VIE  | 32:37,66   |

17. Mai

### Marathon
| Platz | Athlet             | Land | Zeit (h) |
| ----- | ------------------ | ---- | -------- |
| 1     | Hoàng Nguyên Thanh | VIE  | 2:25:08  |
| 2     | Agus Prayogo       | INA  | 2:25:38  |
| 3     | Tony Payne         | THA  | 2:26:40  |
| 4     | Lê Văn Tuấn        | VIE  | 2:31:53  |
| 5     | Sone Nay Saw Pyae  | MYA  | 2:33:49  |
| 6     | Richard Salano     | PHI  | 2:34:53  |

19. Mai

### 110 m Hürden
| Platz | Athlet                     | Land | Zeit (s) |
| ----- | -------------------------- | ---- | -------- |
| 1     | Clinton Kingsley Bautista  | PHI  | 13,78 NR |
| 2     | Ang Chen Xiang             | SGP  | 13,94 NR |
| 3     | Natthaphon Dansungnoen     | THA  | 13,99 PB |
| 4     | Xaysa Anousone             | LAO  | 14,09    |
| 5     | Mohd Rizzua Haizad Muhamad | MAS  | 14,29    |
| 6     | Alvin Vergel               | PHI  | 14,73    |
| 7     | Rayzam Shah Wan Sofian     | MAS  | 14,80    |
| 8     | Chong Wei Guan             | SGP  | 14,95    |

Wind: +1,6 m/s
16. Mai

### 400 m Hürden
| Platz | Athlet                 | Land | Zeit (s) |
| ----- | ---------------------- | ---- | -------- |
| 1     | Eric Cray              | PHI  | 50,41    |
| 2     | Quách Công Lịch        | VIE  | 50,82 SB |
| 3     | Calvin Quek            | SGP  | 51,19 NR |
| 4     | Nguyễn Đức Sơn         | VIE  | 51,40 PB |
| 5     | Francis Medina         | PHI  | 51,77 SB |
| 6     | Halomoan Edwin Binsar  | INA  | 51,93 SB |
| 7     | Natthaphon Dansungnoen | THA  | 52,86 PB |

Finale: 17. Mai

### 3000 m Hindernis
| Platz | Athlet              | Land | Zeit (min) |
| ----- | ------------------- | ---- | ---------- |
| 1     | Atjong Tio Purwanto | INA  | 9:02,84    |
| 2     | Lê Tiến Long        | VIE  | 9:06,44    |
| 3     | Đỗ Quốc Luật        | VIE  | 9:10,99    |
| 4     | Junel Gobotia       | PHI  | 9:20,31    |

16. Mai

### 4 × 100 m Staffel
| Platz | Land       | Athleten                                                                              | Zeit (s) |
| ----- | ---------- | ------------------------------------------------------------------------------------- | -------- |
| 1     | Thailand   | Chayut Khongprasit Soraoat Dapbang Siripol Phanpae Puripol Boonson                    | 38,58 NR |
| 2     | Malaysia   | Muhd Azeem Fahmi Muhammad Arsyad Saat Muhammad Haiqal Hanafi Muhammad Zulfiqar Ismail | 39,09 NR |
| 3     | Singapur   | Marc Brian Louis Joshua Hanwei Chua Mark Lee Ian Koe                                  | 39,44    |
| 4     | Indonesien | S. Hadi Bayu Kertanegara Eko Rimbawan Lalu Muhammad Zohri                             | 39,65    |
| 5     | Vietnam    | Nguyễn Đình Vũ Trinh Tự Việt Lệ Quyên Lời Ngần Ngọc Nghĩa                             | 39,87 NR |
| 6     | Kambodscha | Chantivea Yatpitou Chanyourong Noeb Salin Tort Pen Sokong                             | 41,24 NR |

16. Mai

### 4 × 400 m Staffel
| Platz | Land        | Athleten                                                              | Zeit (min) |
| ----- | ----------- | --------------------------------------------------------------------- | ---------- |
| 1     | Thailand    | Apisit Chamsri Siripol Phanpae Phitchaya Sunthonthuam Joshua Atkinson | 3:07,58    |
| 2     | Singapur    | Calvin Quek Thiruben Thana Rajan Reuben Rainer Lee Tan Zong Yang      | 3:11,09    |
| 3     | Philippinen |                                                                       | 3:14,08    |
|       | Vietnam     | Lê Ngọc Phúc Trần Đình Sơn Trần Nhật Hoàng Quách Công Lịch            | DSQ        |

18. Mai
Der ursprünglich zweitplatzierten Mannschaft aus Vietnam wurde die Silbermedaille nachträglich wegen eines Dopingverstoßes von Lê Ngọc Phúc aberkannt.

### 20 km Gehen
| Platz | Athlet             | Land | Zeit (h) |
| ----- | ------------------ | ---- | -------- |
| 1     | Võ Xuân Vĩnh       | VIE  | 1:32:32  |
| 2     | Hendro Yap         | SGP  | 1:35:21  |
| 3     | Nguyễn Thành Ngưng | VIE  | 1:37:43  |
| 4     | Athit Sriwichai    | THA  | 1:40:16  |
| 5     | Pyae Phyo Tun      | MYA  | 1:42:57  |
| 6     | Nyi Moe Mai Nyi    | MYA  | 1:47:47  |

19. Mai

### Hochsprung
| Platz | Athlet                 | Land | Höhe (m) |
| ----- | ---------------------- | ---- | -------- |
| 1     | Kobsit Sittichai       | THA  | 2,21 PB  |
| 2     | Nauraj Singh Randhawa  | MAS  | 2,18     |
| 3     | Mohamad Eizlan Dahalan | MAS  | 2,18 PB  |
| 3     | Tawan Kaewkam          | THA  | 2,18     |
| 3     | Vũ Đức Anh             | VIE  | 2,18     |
| 6     | Leonard Grospe         | PHI  | 2,04     |
| 7     | Khem Nhork             | CAM  | 1,90 PB  |

18. Mai

### Stabhochsprung
| Platz | Athlet               | Land | Höhe (m) |
| ----- | -------------------- | ---- | -------- |
| 1     | Ernest John Obiena   | PHI  | 5,46 GR  |
| 2     | Hocket de los Santos | PHI  | 5,00     |
| 3     | Iskandar Alwi        | MAS  | 4,80 SB  |

14. Mai

### Weitsprung
| Platz | Athlet               | Land | Weite (m) |
| ----- | -------------------- | ---- | --------- |
| 1     | Nguyễn Tiến Trọng    | VIE  | 7,80 PB   |
| 2     | Janry Ubas           | PHI  | 7,73 SB   |
| 3     | Sapwaturrahman       | INA  | 7,61      |
| 4     | Trần Văn Điển        | VIE  | 7,46 PB   |
| 5     | Andre Anura          | MAS  | 7,24      |
| 6     | Hoeun Chav           | CAM  | 6,72 PB   |
| 7     | Xaidavahn Vongsavanh | LAO  | 6,27      |

15. Mai

### Dreisprung
| Platz | Athlet               | Land | Weite (m) |
| ----- | -------------------- | ---- | --------- |
| 1     | Andre Anura          | MAS  | 16,51 PB  |
| 2     | Mark Harry Diones    | PHI  | 15,87 SB  |
| 3     | Trần Văn Điển        | VIE  | 15,84 PB  |
| 4     | Nattapong Srinonta   | THA  | 15,83     |
| 5     | Nguyễn Thượng Đức    | VIE  | 15,79 PB  |
| 6     | Sapwaturrahman       | INA  | 15,55     |
| 7     | Brendon Ting Li King | MAS  | 15,48     |
| 8     | Ronnie Malipay       | PHI  | 15,34     |

17. Mai

### Kugelstoßen
| Platz | Athlet                  | Land | Weite (m) |
| ----- | ----------------------- | ---- | --------- |
| 1     | Willie Morrison         | PHI  | 18,14 SB  |
| 2     | Jakkapat Noisri         | THA  | 17,32 PB  |
| 3     | Muhammad Ziyad Zolkefli | MAS  | 17,20 PB  |
| 4     | John Mantua             | PHI  | 16,96     |
| 5     | Phan Thanh Bình         | VIE  | 16,71 NR  |
| 6     | Farm Loong              | MAS  | 16,62     |
| 7     | Sim Samedy              | CAM  | 14,07 NR  |

15. Mai

### Diskuswurf
| Platz | Athlet                    | Land | Weite (m) |
| ----- | ------------------------- | ---- | --------- |
| 1     | Muhammad Irfan Shamsuddin | MAS  | 58,26     |
| 2     | Kiadpradid Srisai         | THA  | 51,18     |
| 3     | Willie Morrison           | PHI  | 50,44 SB  |
| 4     | Bandit Singhatongkul      | THA  | 48,98 PB  |
| 5     | Phan Thanh Bình           | VIE  | 48,23 SB  |

17. Mai

### Hammerwurf
| Platz | Athlet                 | Land | Weite (m) |
| ----- | ---------------------- | ---- | --------- |
| 1     | Jackie Wong Siew Cheer | MAS  | 66,49     |
| 2     | Kittipong Boonmawan    | THA  | 64,54     |
| 3     | Sadat Marzuqi Ajisan   | MAS  | 58,86     |
| 4     | Arniel Ferrera         | PHI  | 50,14 SB  |

14. Mai

### Speerwurf
| Platz | Athlet                | Land | Weite (m) |
| ----- | --------------------- | ---- | --------- |
| 1     | Nguyễn Hoài Văn       | VIE  | 70,87     |
| 2     | Abdul Hafiz           | INA  | 70,58     |
| 3     | Melvin Calano         | PHI  | 66,86 SB  |
| 4     | Maung Nan Htet        | MYA  | 63,00 PB  |
| 5     | Wachirawit Sornwichai | THA  | 59,78     |

14. Mai

### Zehnkampf
| Platz | Athlet            | Land | Punkte  |
| ----- | ----------------- | ---- | ------- |
| 1     | Suttisak Singkhon | THA  | 7603    |
| 2     | Aries Toledo      | PHI  | 7469 NR |
| 3     | Janry Ubas        | PHI  | 6977 PB |
| 4     | Bùi Văn Sự        | VIE  | 6916    |
| 5     | Lương Minh Sang   | VIE  | 6659    |

14./15. Mai

## Frauen

### 100 m
| Platz | Athletin                  | Land | Zeit (s) |
| ----- | ------------------------- | ---- | -------- |
| 1     | Kayla Anise Richardson    | PHI  | 11,60 SB |
| 2     | Shanti Pereira            | SGP  | 11,62 SB |
| 3     | Supanich Poolkerd         | THA  | 11,66 PB |
| 4     | Valentine Lonteng         | INA  | 11,67 PB |
| 5     | On-uma Chattha            | THA  | 11,80 SB |
| 6     | Hoàng Dư Ý                | VIE  | 11,94 SB |
| 7     | Azreen Nabila Alias       | MAS  | 11,99    |
| 8     | Zaidatul Husniah Zulkifli | MAS  | 12,11    |

Wind: −0,3 m/s
Finale: 18. Mai

### 200 m
| Platz | Athletin                  | Land | Zeit (s)  |
| ----- | ------------------------- | ---- | --------- |
| 1     | Shanti Pereira            | SGP  | 23,52 NR  |
| 2     | Kyla Ashley Richardson    | PHI  | 23,56     |
| 3     | Kayla Anise Richardson    | PHI  | 23,87 =SB |
| 4     | Athicha Phetkun           | THA  | 24,07 PB  |
| 5     | Zaidatul Husniah Zulkifli | MAS  | 24,07 SB  |
| 6     | Hoàng Dư Ý                | VIE  | 24,50 PB  |
| 7     | Sidi Fatima Mohammad      | MAS  | 25,29 SB  |
|       | Hoàng Thị Ngọc            | VIE  | DSQ       |

Wind: +0,6 m/s
Finale: 14. Mai
Die ursprünglich siebtplatzierte Vietnamesin Hoàng Thị Ngọc wurde nachträglich wegen eines Dopingverstoßes disqualifiziert.

### 400 m
| Platz | Athletin           | Land | Zeit (s) |
| ----- | ------------------ | ---- | -------- |
| 1     | Nguyễn Thị Huyền   | VIE  | 52,83 SB |
| 2     | Benny Nontanam     | THA  | 54,01 PB |
| 3     | Sri Maya Sari      | INA  | 55,06    |
| 4     | Maureen Schrijvers | PHI  | 56,85 PB |
| 5     | Thippanet Meechan  | PHI  | 54,40    |
| 6     | Jessel Lumapas     | PHI  | 58,30    |
|       | Quách Thị Lan      | VIE  | DSQ      |

15. Mai
Die ursprüngliche Bronzemedaillengewinnerin Quách Thị Lan aus Vietnam wurde nachträglich wegen eines Dopingverstoßes disqualifiziert.

### 800 m
| Platz | Athletin               | Land | Zeit (min) |
| ----- | ---------------------- | ---- | ---------- |
| 1     | Agustina Mardika Manik | INA  | 2:09,99    |
| 2     | Joginder Singh         | MAS  | 2:10,24 PB |
| 3     | Goh Chui Ling          | SGP  | 2:11,79    |
| 4     | Sreyroth Khan          | CAM  | 2:23,16 PB |
|       | Khuất Phương Anh       | VIE  | DSQ        |

16. Mai
Der ursprünglichen Siegerin Khuất Phương Anh aus Vietnam wurde die Goldmedaille nachträglich wegen eines Dopingverstoßes aberkannt.

### 1500 m
| Platz | Athletin            | Land | Zeit (min) |
| ----- | ------------------- | ---- | ---------- |
| 1     | Nguyễn Thị Oanh     | VIE  | 4:14,98 SB |
| 2     | Goh Chui Ling       | SGP  | 4:33,41    |
| 3     | Lodkeo Inthakoumman | LAO  | 4:33,95 NR |
| 4     | Sreyroth Khan       | CAM  | 5:17,09 PB |
|       | Khuất Phương Anh    | VIE  | DSQ        |

14. Mai
Der ursprünglich Zweitplatzierten Vietnamesin Khuất Phương Anh wurde die Silbermedaille nachträglich wegen eines Dopingverstoßes aberkannt.

### 5000 m
| Platz | Athletin            | Land | Zeit (min) |
| ----- | ------------------- | ---- | ---------- |
| 1     | Nguyễn Thị Oanh     | VIE  | 16:44,06   |
| 2     | Phạm Thị Hồng Lệ    | VIE  | 16:45,05   |
| 3     | Joida Gagnao        | PHI  | 17:37,74   |
| 4     | Lodkeo Inthakoumman | LAO  | 17:52,88   |

14. Mai

### 10.000 m
| Platz | Athletin         | Land | Zeit (min) |
| ----- | ---------------- | ---- | ---------- |
| 1     | Phạm Thị Hồng Lệ | VIE  | 35:56,38   |
| 2     | Khin Mar Se      | MYA  | 38:22,01   |
| 3     | Goh Chui Ling    | SGP  | 39:22,00   |

18. Mai

### Marathon
| Platz | Athletin              | Land | Zeit (h) |
| ----- | --------------------- | ---- | -------- |
| 1     | Odekta Elvina Naibaho | INA  | 2:55:28  |
| 2     | Christine Hallasgo    | PHI  | 2:56:07  |
| 3     | Hoàng Thị Ngọc Hoa    | VIE  | 2:57:35  |
| 4     | Phạm Thị Huệ          | VIE  | 2:59:22  |
| 5     | Jasmine Ling          | SGP  | 3:10:33  |
| 6     | Noor Amelia Musa      | MYA  | 3:19:57  |

19. Mai

### 100 m Hürden
| Platz | Athletin              | Land | Zeit (s) |
| ----- | --------------------- | ---- | -------- |
| 1     | Nguyên Bùi Thị        | VIE  | 13,51 PB |
| 2     | Emilia Nova           | INA  | 13,69 SB |
| 3     | Jelly Dianne Paragile | PHI  | 13,72 PB |
| 4     | Melissa Escoton       | PHI  | 13,86 PB |
| 5     | Nur Izlyn Zaini       | SGP  | 13,87 NR |
| 6     | Huỳnh Thị Mỹ Tiên     | VIE  | 13,91    |

Wind: 0,0 m/s
16. Mai

### 400 m Hürden
| Platz | Athletin         | Land | Zeit (s) |
| ----- | ---------------- | ---- | -------- |
| 1     | Nguyễn Thị Huyền | VIE  | 56,41 SB |
| 2     | Robyn Brown      | PHI  | 56,44 NR |
| 3     | Benny Nontanam   | THA  | 60,95 PB |
|       | Quách Thị Lan    | VIE  | DSQ      |

17. Mai
Die ursprüngliche Siegerin Quách Thị Lan aus Vietnam wurde nachträglich wegen eines Dopingverstoßes disqualifiziert.

### 3000 m Hindernis
| Platz | Athletin         | Land | Zeit (min)  |
| ----- | ---------------- | ---- | ----------- |
| 1     | Nguyễn Thị Oanh  | VIE  | 09:52,44 GR |
| 2     | Nguyễn Thị Hương | VIE  | 10:18,60 PB |
| 3     | Joida Gagnao     | PHI  | 10:41,69 PB |
| 4     | Hnin Yu Soe      | MYA  | 11:33,05    |
| 5     | Cheryl Chan      | SGP  | 11:48,37    |

15. Mai

### 4 × 100 m Staffel
| Platz | Land        | Athletinnen                                                                | Zeit (s) |
| ----- | ----------- | -------------------------------------------------------------------------- | -------- |
| 1     | Thailand    | Supawan Thipat Supanich Poolkerd On-uma Chattha Athicha Phetkun            | 44,39    |
| 2     | Vietnam     | Lê Thị Mộng Tuyền Hà Thị Thu Dương Thị Hoa Hoàng Dư Ý                      | 45,25    |
| 3     | Malaysia    | Shelly Komalam Zaidatul Husniah Zulkifli Nor Sarah Adi Azreen Nabila Alias | 45,32    |
| 4     | Indonesien  | Valentine Lonteng Jeany Agreta Hasruni Tyas Murtiningsih                   | 45,70    |
| 5     | Philippinen |                                                                            | 46,35    |

16. Mai

### 4 × 400 m Staffel
| Platz | Land        | Athletinnen                                                                | Zeit (min) |
| ----- | ----------- | -------------------------------------------------------------------------- | ---------- |
| 1     | Thailand    | Sukanya Janchona Supanich Poolkerd Patcharaporn Jongkraijak Benny Nontanam | 3:42,90    |
| 2     | Philippinen | Eloisa Luzon Bernalyn Bejoy Maureen Schrijvers Robyn Brown                 | 3:43,26    |
|       | Vietnam     | Hoàng Thị Ngọc Quách Thị Lan Nguyễn Thị Hồng Văn Nguyễn Thị Huyền          | DSQ        |

18. Mai
Der ursprünglich siegreichen Mannschaft aus Vietnam wurde die Goldmedaille nachträglich wegen Dopingverstößen von Quách Thị Lan und Hoàng Thị Ngọc aberkannt.

### 20 km Gehen
| Platz | Athlet                 | Land | Zeit (h) |
| ----- | ---------------------- | ---- | -------- |
| 1     | Nguyễn Thị Thanh Phúc  | VIE  | 1:48:10  |
| 2     | Zin May Htet           | MYA  | 1:52:34  |
| 3     | Kotchaphon Tangsrivong | THA  | 1:56:07  |
| 4     | Nurul Ashikin          | MAS  | 2:01:35  |
| 5     | Soe Than Than          | MYA  | 2:07:12  |

19. Mai

### Hochsprung
| Platz | Athletin         | Land | Höhe (m) |
| ----- | ---------------- | ---- | -------- |
| 1     | Phạm Thị Diễm    | VIE  | 1,78 =SB |
| 1     | Michelle Sng     | SGP  | 1,75     |
| 3     | Phạm Quỳnh Giang | VIE  | 1,70     |
| 4     | Wanida Boonwan   | THA  | 1,70     |
| 5     | Ngu Xia Jia      | MAS  | 1,65     |

15. Mai

### Stabhochsprung
| Platz | Athletin          | Land | Höhe (m) |
| ----- | ----------------- | ---- | -------- |
| 1     | Nor Sarah Adi     | MAS  | 4,00 PB  |
| 2     | Chonthicha Khabut | THA  | 3,80     |
| 3     | Alyana Nicholas   | PHI  | 3,60     |

16. Mai

### Weitsprung
| Platz | Athletin             | Land | Weite (m) |
| ----- | -------------------- | ---- | --------- |
| 1     | Bùi Thị Thu Thảo     | VIE  | 6,38 SB   |
| 2     | Maria Natalia Londa  | INA  | 6,18      |
| 3     | Katherine Kay Santos | PHI  | 6,00 SB   |
| 4     | Kirthana Ramasamy    | MAS  | 5,94      |
| 5     | Marestella Sunang    | PHI  | 5,92      |
|       | Vũ Thị Ngọc Hà       | VIE  | DOP       |

16. Mai 2022
Der ursprünglichen Goldmedaillengewinnerin Vũ Thị Ngọc Hà aus Vietnam wurde ihre Medaille nachträglich wegen eines Dopingverstoßes aberkannt.

### Dreisprung
| Platz | Athletin             | Land | Weite (m) |
| ----- | -------------------- | ---- | --------- |
| 1     | Parinya Chuaimaroeng | THA  | 13,66 SB  |
| 2     | Maria Natalia Londa  | INA  | 13,45     |
| 3     | Nguyễn Thị Hương     | VIE  | 13,15 SB  |
| 4     | Kirthana Ramasamy    | MAS  | 13,14 SB  |
|       | Vũ Thị Ngọc Hà       | VIE  | DOP       |

14. Mai
Der ursprünglichen Silbermedaillengewinnerin Vũ Thị Ngọc Hà aus Vietnam wurde ihre Medaille nachträglich wegen eines Dopingverstoßes aberkannt.

### Kugelstoßen
| Platz | Athletin             | Land | Weite (m) |
| ----- | -------------------- | ---- | --------- |
| 1     | Eki Febri Ekawati    | INA  | 15,20     |
| 2     | Areerat Intadis      | THA  | 15,04     |
| 3     | Athima Saowaphaiboon | THA  | 12,51     |
| 4     | Queenie Kung Ni Ting | MAS  | 11,63 PB  |

17. Mai

### Diskuswurf
| Platz | Athletin               | Land | Weite (m) |
| ----- | ---------------------- | ---- | --------- |
| 1     | Subenrat Insaeng       | THA  | 53,09     |
| 2     | Queenie Kung Ni Ting   | MAS  | 52,36 NR  |
| 3     | Kang Ni Choo           | MAS  | 46,57 SB  |
| 4     | Nguyễn Thị Hồng Thường | VIE  | 45,70     |
| 5     | Jasmin Phua            | SGP  | 44,42     |
| 6     | Huyện Kim Thi          | VIE  | 43,60     |

16. Mai

### Hammerwurf
| Platz | Athletin           | Land | Weite (m) |
| ----- | ------------------ | ---- | --------- |
| 1     | Grace Wong Xiu Mei | MAS  | 57,13     |
| 2     | Mingkamon Koomphon | THA  | 50,28     |
| 3     | Panwat Gimsrang    | THA  | 49,64     |

14. Mai

### Speerwurf
| Platz | Athletin         | Land | Weite (m)   |
| ----- | ---------------- | ---- | ----------- |
| 1     | Lò Thị Hoàng     | VIE  | 56,37 GR NR |
| 2     | Jariya Wichaidit | THA  | 55,65       |
| 3     | Evalyn Palabrica | PHI  | 49,07 SB    |
| 4     | Natta Nachan     | THA  | 47,19       |
| 5     | Bo Aye Chan      | MYA  | 39,23 PB    |

18. Mai

### Siebenkampf
| Platz | Athletin             | Land | Punkte  |
| ----- | -------------------- | ---- | ------- |
| 1     | Nguyễn Linh Na       | VIE  | 5415 NR |
| 2     | Sarah Dequinan       | PHI  | 5381 PB |
| 3     | Norliyana Kamaruddin | MAS  | 5262 NR |
| 4     | Thanh Hoàng          | VIE  | 5108 PB |
| 5     | Alexie Caimoso       | PHI  | 4375    |

16./17. Mai

## Mixed

### 4 × 400 m Staffel
| Platz | Land        | Athleten                                                       | Zeit (min) |
| ----- | ----------- | -------------------------------------------------------------- | ---------- |
| 1     | Thailand    | Siripol Punpa Supanich Poolkerd Joshua Atkinson Benny Nontanam | 3:19,29 GR |
| 2     | Philippinen | Edgardo Alejan Bernalyn Bejoy Joyme Sequita Jessel Lumapas     | 3:31,53    |
|       | Vietnam     | Trần Nhật Hoàng Nguyễn Thị Huyền Trần Đình Sơn Quách Thị Lan   | DSQ        |

14. Mai
Der vietnamesischen Mannschaft wurde die Silbermedaille nachträglich wegen eines Dopingverstoßes von Quách Thị Lan aberkannt.